# Жубер, Брайан
Брайан Жубе́р (фр. Brian Joubert, род. 20 сентября 1984, Пуатье) — французский фигурист, выступавший в одиночном катании. Чемпион мира (2007), трёхкратный чемпион Европы (2004, 2007, 2009), победитель финала Гран-при (2006/2007) и восьмикратный чемпион Франции (2003—2008, 2011, 2012).
По состоянию на апрель 2013 года занимал 13-е место в рейтинге Международного союза конькобежцев (ИСУ).

## Биография
Брайан Жубер родился 20 сентября 1984 года в Пуатье (Франция) в семье Жан-Мишель и Раймонда (Ремонд) Жуберов. В возрасте 11 месяцев перенес тяжёлое заболевание, которое привело к удалению одной почки. Из-за этого он отдал предпочтение фигурному катанию как более щадящему виду спорта. Жубер начал кататься в возрасте четырёх лет со своими старшими сёстрами. Первоначально хотел заниматься хоккеем с шайбой, но по настоянию матери поступил в секцию фигурного катания, а затем и сам увлекся этим видом спорта, особенно прыжковыми элементами.
Хобби Жубера — мотоциклы, музыка, бильярд, фехтование, аквариумистика, рисование.
Брайан Жубер занимается благотворительностью, являясь спонсором фонда по поддержке детей, страдающих синдромом Вильямса.
В марте 2006 года он опубликовал автобиографическую книгу «Брайан Жубер: Огонь на льду». (Brian Joubert: le Feu sur la Glace).
В 2010 году вышла в свет иллюстрированная книга о фигуристе «Brian Joubert sur papier glacé».

## Карьера

### 2001—2006
Первым крупным международным турниром Жубера стал в 2000 году Чемпионат мира среди юниоров, где он финишировал 15-м. В следующем году ему не удалось отобраться в число участников Чемпионата мира среди юниоров, и тогда президент французской федерации фигурного катания предложил ему участвовать в соревнованиях Top Jump (Самый высокий прыжок), где он финишировал вторым. Сезон 1999/2000 годов был единственным, который Жубер провёл на юниорской арене. Его взрослым дебютом стал турнир Skate America 2001, где он занял 9-е место.
В 2002 году он стал бронзовым призёром Чемпионата Франции, что позволило ему попасть на чемпионат Европы 2002 года. На этом чемпионате, участвуя в качестве дебютанта, он стал бронзовым призёром и заработал путевку на Олимпийские игры в Солт-Лейк Сити, на которых он стал 14-м. В следующем месяце он стал 13-м на чемпионате мира.
В сезоне 2002/2003 Жубер впервые завоевал золото одного из этапов Гран-При — Skate America 2002.
С 2003 года спортсмен начал активно сотрудничать с российскими специалистами, в частности, с Татьяной Тарасовой, Николаем Морозовым, Алексеем Ягудиным. В своих интервью Жубер неоднократно подчёркивал, что именно Ягудин является его любимым фигуристом.
Первым из наиболее серьёзных достижений Жубера стало первое место на чемпионате Европы 2004 года, где ему удалось обойти Евгения Плющенко. В том же году Жубер завоевал свою первую медаль чемпионата мира (серебро).
На Чемпионате мира 2005 года в Москве Жуберу не удалось войти в тройку призёров, а в 2006 году на Олимпиаде в Турине он занял шестое место.
На чемпионате мира 2006 года в Калгари Жубер, выиграв и короткую, и произвольную программы, занял второе место, уступив Стефану Ламбьелю из-за неудачного выступления в ходе квалификации.

### 2006—2012
Наиболее успешным в карьере Жубера стал сезон 2006/2007 годов, в течение которого спортсмен выиграл все соревнования, в которых принимал участие, включая финал Гран-при. Титул чемпиона мира ему удалось завоевать в борьбе с Такахаси, Дайсукэ и Стефаном Ламбьелем, несмотря на серьёзную травму, которую он получил незадолго до этого, пробив стопу лезвием конька на приземлении с лутца. В этом сезоне хореографом произвольной программы Жубера выступил Курт Браунинг, сотрудничество с которым продолжилось и в следующем году (работа над короткой программой).
В сезоне 2008/2009 Жубер не справился с выступлением на домашнем этапе Гран-при Trophée Eric Bompard, где стал только четвёртым, но, выиграв этап Cup of Russia, вышел в финал серии. Однако в Корее, будучи на третьем месте после исполнения короткой программы, Жубер был вынужден сняться с соревнований из-за травмы спины.
К чемпионату Франции Брайан Жубер восстановиться не успел и также снялся с соревнований
Программы для этого сезона спортсмену ставил Евгений Платов, и если с короткой программой Жубер катался ещё и в сезоне 2009/2010, то от произвольной он принял решение отказаться, и на чемпионатах Европы и мира он выступал уже с другой программой.

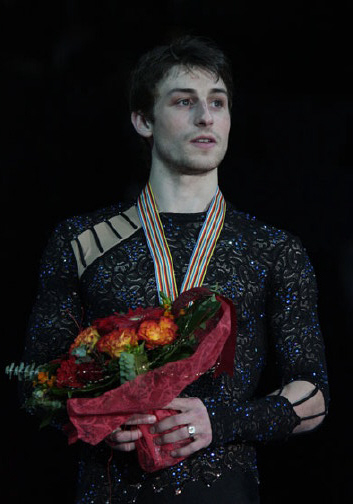
Брайан Жубер — победитель чемпионата Европы-2009 в Хельсинки

На чемпионате Европы 2009 года Жубер блестяще откатал короткую программу, а в произвольной был вторым после Янника Понсеро, однако разницы баллов хватило для первого места по итогам турнира. В том же году на чемпионате мира он также был первым после короткой программы, но совершив падение на двойном акселе в конце выступления в произвольной программе, занял лишь третье место.
Через два дня после окончания мирового первенства, разочарованный третьим местом, Жубер принял решение сменить тренера. Таким образом завершилось его сотрудничество с Жаном-Кристофом Симоном, продолжавшееся с 2006 года. На следующем турнире — World Team Trophy — Жубер выступал без тренера.
В сезоне 2009/2010 Жубер тренировался у своего прежнего наставника Лорана Дюпуи. В качестве хореографов были привлечены танцоры Албена Денкова и Максим Ставиский.
Первое серьёзное соревнование — Trophée Eric Bompard — Жубер проиграл, оказавшись лишь четвёртым, но убедительная победа в японском этапе NHK Trophy гарантировала ему место в числе участников финала Гран-при. Однако незадолго до этого турнира Жубер снова получил ту же травму, что и в 2007 году, пробив стопу лезвием при исполнении тройного лутца, вследствие чего был вынужден отказаться от участия в чемпионате Франции.
Спортсмен успел восстановиться к чемпионату Европы в Таллине, где занял третье место.

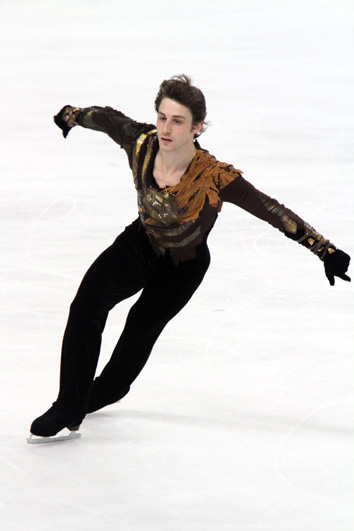
Выступление Брайана Жубера в произвольной программе на чемпионате мира 2010 г. в Турине

На Олимпийских играх 2010 года в Ванкувере постигла серьёзная неудача в короткой программе (срыв каскада с четверным тулупом и падение с тройного лутца), и в промежуточном зачёте он занял лишь 18-е место. После столь же неудачного выступления в произвольной программе Жубер финишировал лишь 16-м.
Но уже через месяц на чемпионате мира в Турине безошибочный прокат короткой программы и прекрасное выступление в произвольной (с двумя четверными тулупами, один из которых был исполнен в каскаде) позволили ему подняться на пьедестал. Тем не менее, он занял лишь третье место, уступив Патрику Чану, что позволило говорить о необъективности судейства и косвенным образом привело к пересмотру базовой стоимости прыжков в четыре оборота на Конгрессе Международного союза конькобежцев в Барселоне (июнь 2010).
Сразу после окончания сезона тандем Жубер—Дюпуи распался: тренер прекратил работу со спортсменом по причинам личного характера.
В межсезонье 2010 года Жубер работал без официального тренера. В постановке его программ для этого сезона приняли участие Антонио Нахарро и Дэвид Уилсон.
Под руководством тренера Вероник Гийон, с которой он впервые вышел на международную спортивную арену, Жуберу удалось завоевать седьмой титул чемпиона Франции и серебряную медаль чемпионата Европы — свою десятую медаль на этом турнире. Падение на лутце в короткой программе первоначально отбросило Жубера на 7-ю позицию, но, безошибочно выполнив произвольную программу и став в ней лидером, он занял итоговое второе место. На чемпионате мира 2011 года Жубер совершил ошибку на выезде после четверного тулупа, забыл сделать каскад в короткой программе и оказался на 9-м месте. Уверенно откатав произвольную программу, он занял 8-е место в итоге. Тем самым впервые за последние 6 лет Жубер остался без медали мирового первенства.

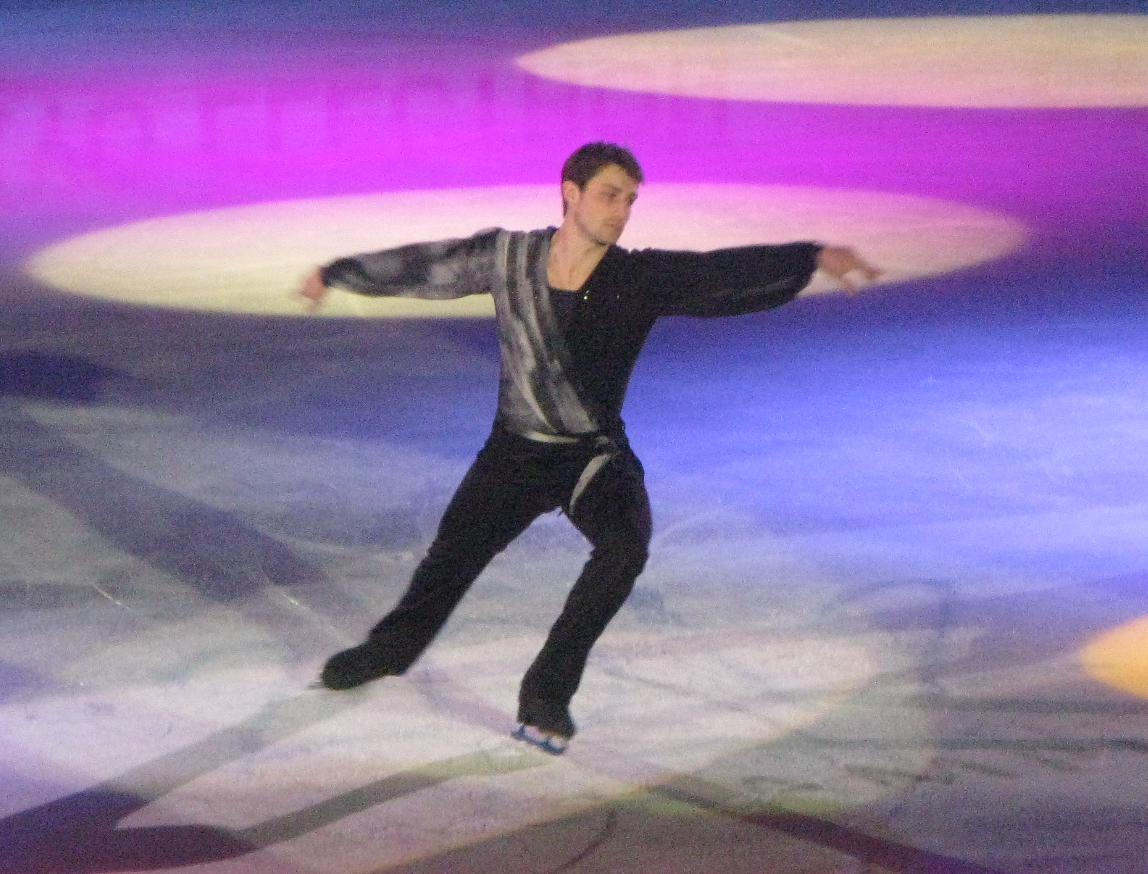
Брайан Жубер на чемпионате мира 2012 г.

Сезон 2011/2012 Жубер начал со второго места на французском турнире Masters, однако из-за травмы позднее он вынужден был сняться с этапов Гран-при, пропустив всю серию. Тем не менее в декабре он победил на Чемпионате Франции в восьмой раз в своей карьере.
Неудачное выступление в короткой программе на чемпионате Европы 2012 года привело к тому, что Жубер впервые с 2002 года остался без медали, заняв 8-е место.
Следующим стартом для спортсмена стал турнир Challenge Cup в Гааге, где Жубер впервые в своей карьере исполнил два прыжка в четыре оборота в короткой программе (тулуп в каскаде с двойным тулупом и сальхов).
На чемпионате мира, проходившем в Ницце, Жубер безошибочно исполнил как короткую, так и произвольную программу, однако уровень конкуренции был настолько высок, что в итоге он финишировал четвёртым. Выступление на Командном чемпионате мира (World Team Trophy) оказалось столь же удачным, и в личном зачёте Жубер занял третье место.
Жубер пропагандирует так называемый силовой стиль катания. Его отличает мощь и высокое качество исполнения прыжковых элементов. В каждую программу он неизменно включает прыжки в четыре оборота.

### 2012—2014
14 сентября 2012 года Брайан Жубер провёл последнюю тренировку на катке родного города Пуатье, перед тем как каток был закрыт на реконструкцию. 17 сентября 2012 года Жубер был приписан к INSEP (Национальному институту спорта и физического воспитания) в Париже, где стал тренироваться у Анник Дюмон.
В сезоне 2012/2013 Жубер был заявлен на два этапа гран-при по фигурному катанию: Cup of China и Trophée Eric Bompard.
На первый этап гран-при Cup of China он прилетел в Шанхай, уже испытывая недомогание, однако, вышел на лед. По итогам короткой программы Жубер занял седьмое место на Cup of China, после чего был вынужден сняться с соревнований по причине плохого самочувствия (боли в животе и лихорадочное состояние).
Он не успел восстановиться после болезни к своему домашнему этапу гран-при Trophée Eric Bompard, который состоялся через неделю после Cup of China. В Париже на Trophée Eric Bompard Жубер занял третье место в короткой программе и пятое место в произвольной программе, по результатам двух программ в итоге стал четвёртым.
В середине декабря 2012 года Брайан Жубер покинул INSEP, Анник Дюмон и был вынужден тренироваться самостоятельно. За день до начала соревнований Жубер снялся с чемпионата Франции 2013 по причине заболевания гриппом.
В середине января 2013 года — за неделю до чемпионата Европы по фигурному катанию 2013 — Жубер снова переехал в Париж в INSEP, но начал тренироваться у Кати Криер, готовя новую произвольную программу Gladiator.
На чемпионате Европы по фигурному катанию 2013 Жубер занял третье место в короткой программе, но был только пятым в произвольной программе, что позволило ему занять лишь итоговое четвёртое место.
Жубер принял участие в 2013 Challenge Cup, где он второй раз подряд выиграл это соревнование. На чемпионате мира по фигурному катанию 2013 Брайан Жубер был девятым (пятое место в короткой программе и десятое место в произвольной программе).
После чемпионата мира по фигурному катанию 2013 сборная Франции участвовала в командном чемпионате мира по фигурному катанию в Японии, куда Жубер прибыл после непродолжительной болезни. Сборная Франции в командном чемпионате мира по фигурному катанию в итоге заняла последнее шестое место, сам Жубер по итогам двух программ был седьмым (восьмое место в короткой программе и седьмое место в произвольной программе).
В сезоне 2013/2014 Жубер должен был выступить на двух этапах серии гран-при по фигурному катанию: Skate America и Кубке Ростелекома.
В сентябре 2013 года Жубер принял решение тренироваться у своего прежнего тренера Вероник Гийон в Пуатье. И поскольку каток в Пуатье открылся после реконструкции только 30 сентября 2013 года, в сентябре Жубер и Гийон каждый день ездили на тренировки из Пуатье на катки близлежащих городов, таких как Ла-Рош-сюр-Йон и Исудён. За несколько дней до начала национального соревнования Master’s de Patinage в Орлеане Жубер сообщил Французской федерации ледовых видов спорта, что не сможет принять участие в этом соревновании, мотивируя отказ своей недостаточной подготовленностью из-за постоянных разъездов по каткам близлежащих городов, а также тем, что из-за участия в Master’s de Patinage он потеряет четыре дня тренировок, в то время как его цель — получше подготовиться к первому этапу гран-при Skate America.
14 октября 2013 года имя Брайана Жубера исчезло из списков спортсменов, которые должны были принять участие на этапе гран-при Skate America в Детройте. Жубер и Гийон сочли это «запоздалым и суровым» наказанием фигуриста со стороны Французской федерации ледовых видов спорта за его отказ участвовать в Master’s de Patinage, хотя сама федерация позднее отрицала факт наложения на спортсмена санкций, объяснив своё решение тем, что Жубер «не готов» и «болен». В пресс-релизе, выпущенном 15 октября 2013 года, федерации заявила, что Брайан Жубер отказался от участия в Skate America, чтобы посвятить себя подготовке к Cup of Russia в Москве, намеченному на ноябрь 2013 года.
14 октября 2013 года в Париже прошёл выбор знаменосца на церемонию открытия зимних Олимпийских игр 2014 года в Сочи, Брайан Жубер был в числе трех претендентов. В конечном итоге знаменосцем выбрали Джейсона Лами-Шаппюи.
В середине ноября 2013 года Жубер снялся со своего второго этапа гран-при Кубок Ростелекома из-за болей в спине. В декабре 2013 года, за неделю до чемпионата Франции, он принял участие в соревновании NRW Trophy 2013, где занял второе место. Во время NRW Trophy 2013 он впервые представил свою новую произвольную программу Concierto de Aranjuez на музыку Хоакина Родриго, которую готовил не более месяца до начала соревнования.
На чемпионате Франции 2014 года Жубер победил в произвольной программе, но в итоге остался на втором месте.
В начале января 2014 года Жубер отправился на неделю в Россию в Новогорск к Николаю Морозову улучшить хореографию, а в итоге Морозов поставил ему новую короткую программу.
Из-за сжатых сроков тренировки новой короткой программы Жубер занял лишь девятое место в короткой программе на чемпионате Европы по фигурному катанию 2014. В произвольной программе Жубер добился шестого результата, а в конечном итоге Жубер занял на чемпионате Европы восьмое, показав лучший результат среди французских фигуристов, выступавших в этом состязании в мужском одиночном фигурном катании.
7 февраля 2014 года Брайан Жубер принял участие в церемонии открытия XXII Зимних Олимпийских игр в Сочи.
Жубер соревновался на своих четвёртых по счету Зимних Олимпийских играх 2014 года, где был седьмым после короткой программы и четырнадцатым после произвольной программы, заняв в итоге тринадцатое место.
На Зимних Олимпийских играх 2014 года в Сочи в произвольной программе в возрасте 29 лет Жубер исполнил два четверных тулупа (один из них — в комбинации с двойным тулупом).
14 февраля 2014 года Брайан Жубер объявил о завершении карьеры в мужском одиночном фигурном катании, а также сообщил, что в будущем планирует заняться тренерской работой.
В начале июня 2014 года в Алма-Ате Брайан Жубер совместно с Денисом Теном и Алексеем Ягудиным проводил тренировки юных фигуристов Казахстана.

## Программы

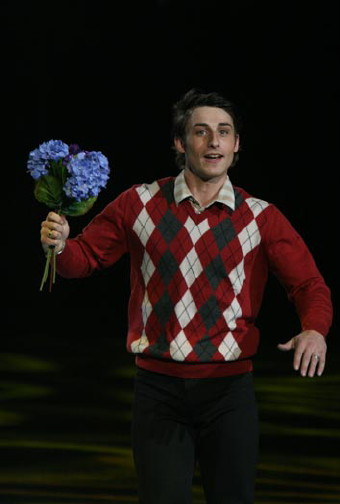
Выступление Брайана Жубера с показательным номером «Мадлен» на Trophée Eric Bompard 2008

### После 2014 года
| Сезон     | Показательный номер                                                       |
| --------- | ------------------------------------------------------------------------- |
| 2014/2015 | Sur ma peau (из фр. мюзикла 1789: Les Amants de la Bastille) — Луи Делор  |
| 2014/2015 | Lord of the Dance — музыка Ронана Хардимана                               |
| 2014/2015 | I Gotta Feeling — The Black Eyed Peas                                     |
| 2014/2015 | On the Run — Yello                                                        |
| 2014/2015 | Принц и Принцесса: танец с Учителем танцев — музыка Валерия Парамонова    |
| 2014/2015 | Принц и Принцесса встречают и провожают Герду — музыка Валерия Парамонова |
| 2014/2015 | Шаман — музыка Валерия Парамонова                                         |
| 2014/2015 | Шаман спасает Герду — музыка Валерия Парамонова                           |
| 2014/2015 | Когда растает лёд — Дима Билан (музыка Валерия Парамонова)                |
| 2014/2015 | Clubbed to Death (из к/ф. Матрица) — музыка Роба Дугана                   |
| 2014/2015 | Christmas Lights — Coldplay                                               |
| 2014/2015 | Stay with me — Сэм Смит                                                   |
| 2014/2015 | Time — Pink Floyd                                                         |
| 2014/2015 | Ces soirées-là — Yannick                                                  |
| 2014/2015 | Missing — Che’Nelle                                                       |
| 2014/2015 | Con te partirò (Time to Say Goodbye) — Sarah Àlainn и Tomotaka Okamoto    |

### До 2014 года
| Сезон     | Короткая программа                                                                                              | Произвольная программа | Показательный номер                                                                             |
| --------- | --- | --- | ----------------------------------------------------------------------------------------------- |
| 2013/2014 | Mutation из Amaluna — Cirque du Soleil, хореограф Николай Морозов                                               | Concierto de Aranjuez — музыка Хоакина Родриго, хореограф Лори Мэй | S.O.S. d’un Terrien En Detresse (из фр. мюзикла Стармания) — Грегори Лемаршаль                  |
| 2013/2014 | Mutation из Amaluna — Cirque du Soleil, хореограф Николай Морозов                                               | Concierto de Aranjuez — музыка Хоакина Родриго, хореограф Лори Мэй | Rise (Leave me alone) — Safri Duo                                                               |
| 2013/2014 | Mutation из Amaluna — Cirque du Soleil, хореограф Николай Морозов                                               | Concierto de Aranjuez — музыка Хоакина Родриго, хореограф Лори Мэй | Beautiful People — Крис Браун и Бенни Бенасси                                                   |
| 2013/2014 | Mutation из Amaluna — Cirque du Soleil, хореограф Николай Морозов                                               | Concierto de Aranjuez — музыка Хоакина Родриго, хореограф Лори Мэй | Hallelujah — Амори Вассили                                                                      |
| 2013/2014 | Mutation из Amaluna — Cirque du Soleil, хореограф Николай Морозов                                               | Concierto de Aranjuez — музыка Хоакина Родриго, хореограф Лори Мэй | Sandstorm — Darude                                                                              |
| 2013/2014 | Mutation из Amaluna — Cirque du Soleil, хореограф Николай Морозов                                               | Concierto de Aranjuez — музыка Хоакина Родриго, хореограф Лори Мэй | Millenium и Let Me Entertain You — Робби Уильямс                                                |
| 2013/2014 | Oblivion Tango, Concierto Para Quinteto — музыка Астор Пьяццолла, хореограф Максим Ставиский                    | Concierto de Aranjuez — музыка Хоакина Родриго, хореограф Лори Мэй | I Want It All — Queen                                                                           |
| 2013/2014 | Oblivion Tango, Concierto Para Quinteto — музыка Астор Пьяццолла, хореограф Максим Ставиский                    | Concierto de Aranjuez — музыка Хоакина Родриго, хореограф Лори Мэй | Очи черные — Иосиф Кобзон                                                                       |
| 2013/2014 | Oblivion Tango, Concierto Para Quinteto — музыка Астор Пьяццолла, хореограф Максим Ставиский                    | Concierto de Aranjuez — музыка Хоакина Родриго, хореограф Лори Мэй | Lord of the Dance — музыка Ронана Хардимана                                                     |
| 2013/2014 | Oblivion Tango, Concierto Para Quinteto — музыка Астор Пьяццолла, хореограф Максим Ставиский                    | Concierto de Aranjuez — музыка Хоакина Родриго, хореограф Лори Мэй | I Gotta Feeling — The Black Eyed Peas                                                           |
| 2013/2014 | Oblivion Tango, Concierto Para Quinteto — музыка Астор Пьяццолла, хореограф Максим Ставиский                    | Concierto de Aranjuez — музыка Хоакина Родриго, хореограф Лори Мэй | Sur ma peau (из фр. мюзикла 1789: Les Amants de la Bastille — Луи Делор                         |
| 2012/2013 | Genesis — Justice & Aerodynamic - Daft Punk, хореограф Джузеппе Арена                                           | Gladiator — Ханс Циммер, хореограф Лори Мэй | Gladiator — Ханс Циммер                                                                         |
| 2012/2013 | Genesis — Justice & Aerodynamic - Daft Punk, хореограф Джузеппе Арена                                           | Gladiator — Ханс Циммер, хореограф Лори Мэй | L’Assasymphonie (из фр. мюзикла Моцарт. Рок-опера) — Флоран Мот                                 |
| 2012/2013 | Genesis — Justice & Aerodynamic - Daft Punk, хореограф Джузеппе Арена                                           | Gladiator — Ханс Циммер, хореограф Лори Мэй | S.O.S. d’un Terrien En Detresse (из фр. мюзикла Стармания) — Грегори Лемаршаль                  |
| 2012/2013 | Genesis — Justice & Aerodynamic - Daft Punk, хореограф Джузеппе Арена                                           | Gladiator — Ханс Циммер, хореограф Лори Мэй | Cancion Sefaradi — Люк Арбогаст                                                                 |
| 2012/2013 | Genesis — Justice & Aerodynamic - Daft Punk, хореограф Джузеппе Арена                                           | Gladiator — Ханс Циммер, хореограф Лори Мэй | Rise (Leave me alone) — Safri Duo                                                               |
| 2012/2013 | Genesis — Justice & Aerodynamic - Daft Punk, хореограф Джузеппе Арена                                           | Gladiator — Ханс Циммер, хореограф Лори Мэй | Superman — Crystal Kay                                                                          |
| 2012/2013 | Genesis — Justice & Aerodynamic - Daft Punk, хореограф Джузеппе Арена                                           | Inception — музыка Ханса Циммера в аранжировке Максима Родригеса, хореографы Албена Денкова, Максим Ставиский                                                            | I Look to You — Ар Келли                                                                        |
| 2012/2013 | Genesis — Justice & Aerodynamic - Daft Punk, хореограф Джузеппе Арена                                           | Inception — музыка Ханса Циммера в аранжировке Максима Родригеса, хореографы Албена Денкова, Максим Ставиский                                                            | Words Are Flying Out — Stéphane Lafrance                                                        |
| 2012/2013 | Genesis — Justice & Aerodynamic - Daft Punk, хореограф Джузеппе Арена                                           | Inception — музыка Ханса Циммера в аранжировке Максима Родригеса, хореографы Албена Денкова, Максим Ставиский                                                            | Battle Without Honor or Humanity (из к/ф. Убить Билла. Фильм 1) — Gilles Pellegrini & Orchestra |
| 2012/2013 | Genesis — Justice & Aerodynamic - Daft Punk, хореограф Джузеппе Арена                                           | Inception — музыка Ханса Циммера в аранжировке Максима Родригеса, хореографы Албена Денкова, Максим Ставиский                                                            | Luna tu — Mezzo                                                                                 |
| 2012/2013 | Genesis — Justice & Aerodynamic - Daft Punk, хореограф Джузеппе Арена                                           | Inception — музыка Ханса Циммера в аранжировке Максима Родригеса, хореографы Албена Денкова, Максим Ставиский                                                            | Времена года — Антонио Вивальди                                                                 |
| 2012/2013 | Genesis — Justice & Aerodynamic - Daft Punk, хореограф Джузеппе Арена                                           | Inception — музыка Ханса Циммера в аранжировке Максима Родригеса, хореографы Албена Денкова, Максим Ставиский                                                            | Сердце красавиц склонно к измене (из Риголетто) — Джузеппе Верди                                |
| 2011/2012 | Genesis — Justice & Aerodynamic - Daft Punk, хореограф Дэвид Уилсон                                             | Clubbed to Death (из к/ф Матрица) — музыка Роба Дугана | Little Love — AaRON                                                                             |
| 2011/2012 | Genesis — Justice & Aerodynamic - Daft Punk, хореограф Дэвид Уилсон                                             | Clubbed to Death (из к/ф Матрица) — музыка Роба Дугана | L’Assasymphonie (из фр. мюзикла Моцарт. Рок-опера) — Флоран Мот                                 |
| 2011/2012 | Genesis — Justice & Aerodynamic - Daft Punk, хореограф Дэвид Уилсон                                             | Clubbed to Death (из к/ф Матрица) — музыка Роба Дугана | Rise (Leave me alone) — Safri Duo                                                               |
| 2011/2012 | Genesis — Justice & Aerodynamic - Daft Punk, хореограф Дэвид Уилсон                                             | Clubbed to Death (из к/ф Матрица) — музыка Роба Дугана | S.O.S. d’un Terrien En Detresse (из фр. мюзикла Стармания) — Грегори Лемаршаль                  |
| 2011/2012 | Genesis — Justice & Aerodynamic - Daft Punk, хореограф Дэвид Уилсон                                             | Clubbed to Death (из к/ф Матрица) — музыка Роба Дугана | Ça Ira Mon Amour (из фр. мюзикла 1789: Les Amants de la Bastille) — Род Жануа                   |
| 2011/2012 | Genesis — Justice & Aerodynamic - Daft Punk, хореограф Дэвид Уилсон                                             | Clubbed to Death (из к/ф Матрица) — музыка Роба Дугана | An Freij de An Neo Era — Люк Арбогаст                                                           |
| 2011/2012 | Genesis — Justice & Aerodynamic - Daft Punk, хореограф Дэвид Уилсон                                             | Clubbed to Death (из к/ф Матрица) — музыка Роба Дугана | Lord of the Dance — музыка Ронана Хардимана                                                     |
| 2011/2012 | Genesis — Justice & Aerodynamic - Daft Punk, хореограф Дэвид Уилсон                                             | Clubbed to Death (из к/ф Матрица) — музыка Роба Дугана | Жұлдызым (Моя звезда) — Роза Рымбаева и Батырхан Шукенов (музыка Игоря Крутого)                 |
| 2011/2012 | Genesis — Justice & Aerodynamic - Daft Punk, хореограф Дэвид Уилсон                                             | Clubbed to Death (из к/ф Матрица) — музыка Роба Дугана | Новогодняя Сашеньке — музыка Игоря Крутого                                                      |
| 2010/2011 | Malagueña (из к/ф. Однажды в Мексике) — Роберт Родригес в исполнении Брайана Сетцера, хореограф Антонио Нахарро | Симфония № 9 — музыка Людвига ван Бетховена, хореограф Дэвид Уилсон | Sandstorm — Darude                                                                              |
| 2010/2011 | Malagueña (из к/ф. Однажды в Мексике) — Роберт Родригес в исполнении Брайана Сетцера, хореограф Антонио Нахарро | Симфония № 9 — музыка Людвига ван Бетховена, хореограф Дэвид Уилсон | Love Is All — Роджер Гловер                                                                     |
| 2010/2011 | Malagueña (из к/ф. Однажды в Мексике) — Роберт Родригес в исполнении Брайана Сетцера, хореограф Антонио Нахарро | Симфония № 9 — музыка Людвига ван Бетховена, хореограф Дэвид Уилсон | Aerodynamic — Daft Punk                                                                         |
| 2010/2011 | Malagueña (из к/ф. Однажды в Мексике) — Роберт Родригес в исполнении Брайана Сетцера, хореограф Антонио Нахарро | Симфония № 9 — музыка Людвига ван Бетховена, хореограф Дэвид Уилсон | Little Love — AaRON                                                                             |
| 2010/2011 | Malagueña (из к/ф. Однажды в Мексике) — Роберт Родригес в исполнении Брайана Сетцера, хореограф Антонио Нахарро | Симфония № 9 — музыка Людвига ван Бетховена, хореограф Дэвид Уилсон | C’est bientôt la fin — из фр. мюзикла Моцарт. Рок-опера                                         |
| 2010/2011 | Malagueña (из к/ф. Однажды в Мексике) — Роберт Родригес в исполнении Брайана Сетцера, хореограф Антонио Нахарро | Симфония № 9 — музыка Людвига ван Бетховена, хореограф Дэвид Уилсон | I Gotta Feeling — The Black Eyed Peas                                                           |
| 2010/2011 | Malagueña (из к/ф. Однажды в Мексике) — Роберт Родригес в исполнении Брайана Сетцера, хореограф Антонио Нахарро | Симфония № 9 — музыка Людвига ван Бетховена, хореограф Дэвид Уилсон | Rise (Leave me Alone) — Safri Duo                                                               |
| 2009/2010 | Rise (Leave me Alone) — Safri Duo, хореограф Евгений Платов                                                     | Ancient Lands — музыка Ронана Хардимана, в аранжировке Максима Родригеса, хореографы Албена Денкова, Максим Ставиский                                                    | Infinity 2008 — Guru Josh Project                                                               |
| 2009/2010 | Rise (Leave me Alone) — Safri Duo, хореограф Евгений Платов                                                     | Ancient Lands — музыка Ронана Хардимана, в аранжировке Максима Родригеса, хореографы Албена Денкова, Максим Ставиский                                                    | Le Patineur — Жюльен Клерк                                                                      |
| 2009/2010 | Rise (Leave me Alone) — Safri Duo, хореограф Евгений Платов                                                     | Ancient Lands — музыка Ронана Хардимана, в аранжировке Максима Родригеса, хореографы Албена Денкова, Максим Ставиский                                                    | Merci — Грегуар                                                                                 |
| 2009/2010 | Rise (Leave me Alone) — Safri Duo, хореограф Евгений Платов                                                     | Ancient Lands — музыка Ронана Хардимана, в аранжировке Максима Родригеса, хореографы Албена Денкова, Максим Ставиский                                                    | L’Assasymphonie (из фр. мюзикла Моцарт. Рок-опера) — Флоран Мот                                 |
| 2009/2010 | Rise (Leave me Alone) — Safri Duo, хореограф Евгений Платов                                                     | Ancient Lands — музыка Ронана Хардимана, в аранжировке Максима Родригеса, хореографы Албена Денкова, Максим Ставиский                                                    | Sandstorm — Darude                                                                              |
| 2009/2010 | Rise (Leave me Alone) — Safri Duo, хореограф Евгений Платов                                                     | Ancient Lands — музыка Ронана Хардимана, в аранжировке Максима Родригеса, хореографы Албена Денкова, Максим Ставиский                                                    | Madeleine — Жак Брель                                                                           |
| 2008/2009 | Rise (Leave me Alone) — Safri Duo, хореограф Евгений Платов                                                     | Последний из могикан — музыка Рэнди Эдельмана, Тревора Джонса, Даниэля Лануа, хореограф Евгений Платов                                                                   | Hallelujah — Руфус Уэйнрайт                                                                     |
| 2008/2009 | Rise (Leave me Alone) — Safri Duo, хореограф Евгений Платов                                                     | Последний из могикан — музыка Рэнди Эдельмана, Тревора Джонса, Даниэля Лануа, хореограф Евгений Платов                                                                   | Sandstorm — Darude                                                                              |
| 2008/2009 | Rise (Leave me Alone) — Safri Duo, хореограф Евгений Платов                                                     | Последний из могикан — музыка Рэнди Эдельмана, Тревора Джонса, Даниэля Лануа, хореограф Евгений Платов                                                                   | Le Patineur — Жюльен Клерк                                                                      |
| 2008/2009 | Rise (Leave me Alone) — Safri Duo, хореограф Евгений Платов                                                     | The Matrix Reloaded — музыка Дона Дэвиса и Реквием по мечте — музыка Клинта Мэнселла, хореограф Ian Jenkins                                                              | Madeleine — Жак Брель                                                                           |
| 2008/2009 | Rise (Leave me Alone) — Safri Duo, хореограф Евгений Платов                                                     | The Matrix Reloaded — музыка Дона Дэвиса и Реквием по мечте — музыка Клинта Мэнселла, хореограф Ian Jenkins                                                              | I’m yours — Джейсон Мраз                                                                        |
| 2007/2008 | All For You — Sébastien Damiani, хореограф Курт Браунинг                                                        | Enter Sandman, Nothing Else Matters, Creeping Death, The Unforgiven — Apocalyptica & O Verona (из к/ф. Ромео и Джульетта) — Нелли Хупер, Крэйг Армстронг, Мариус де Врис | Clocks — Coldplay, хореограф Курт Браунинг                                                      |
| 2007/2008 | All For You — Sébastien Damiani, хореограф Курт Браунинг                                                        | Enter Sandman, Nothing Else Matters, Creeping Death, The Unforgiven — Apocalyptica & O Verona (из к/ф. Ромео и Джульетта) — Нелли Хупер, Крэйг Армстронг, Мариус де Врис | Rise (Leave me alone) — Safri Duo                                                               |
| 2007/2008 | All For You — Sébastien Damiani, хореограф Курт Браунинг                                                        | Enter Sandman, Nothing Else Matters, Creeping Death, The Unforgiven — Apocalyptica & O Verona (из к/ф. Ромео и Джульетта) — Нелли Хупер, Крэйг Армстронг, Мариус де Врис | Le Patineur — Лаам                                                                              |
| 2006/2007 | Die Another Day (из к/ф. Джеймс Бонд. Умри, но не сейчас) — Дэвид Арнольд                                       | Enter Sandman, Nothing Else Matters, Creeping Death, The Unforgiven — Apocalyptica & O Verona (из к/ф. Ромео и Джульетта) — Нелли Хупер, Крэйг Армстронг, Мариус де Врис | You Are Loved (Don’t Give Up) — Джош Гробан                                                     |
| 2006/2007 | Die Another Day (из к/ф. Джеймс Бонд. Умри, но не сейчас) — Дэвид Арнольд                                       | Enter Sandman, Nothing Else Matters, Creeping Death, The Unforgiven — Apocalyptica & O Verona (из к/ф. Ромео и Джульетта) — Нелли Хупер, Крэйг Армстронг, Мариус де Врис | Rise (Leave me Alone) — Safri Duo                                                               |
| 2006/2007 | Die Another Day (из к/ф. Джеймс Бонд. Умри, но не сейчас) — Дэвид Арнольд                                       | Enter Sandman, Nothing Else Matters, Creeping Death, The Unforgiven — Apocalyptica & O Verona (из к/ф. Ромео и Джульетта) — Нелли Хупер, Крэйг Армстронг, Мариус де Врис | Tu aurais du me dire — Тина Арена                                                               |
| 2006/2007 | Die Another Day (из к/ф. Джеймс Бонд. Умри, но не сейчас) — Дэвид Арнольд                                       | Enter Sandman, Nothing Else Matters, Creeping Death, The Unforgiven — Apocalyptica & O Verona (из к/ф. Ромео и Джульетта) — Нелли Хупер, Крэйг Армстронг, Мариус де Врис | Armonia — Sébastien Damiani                                                                     |
| 2006/2007 | Die Another Day (из к/ф. Джеймс Бонд. Умри, но не сейчас) — Дэвид Арнольд                                       | Enter Sandman, Nothing Else Matters, Creeping Death, The Unforgiven — Apocalyptica & O Verona (из к/ф. Ромео и Джульетта) — Нелли Хупер, Крэйг Армстронг, Мариус де Врис | S.O.S. d’un Terrien En Detresse (из фр. мюзикла Стармания) — Даниэль Балавуан                   |
| 2006/2007 | Die Another Day (из к/ф. Джеймс Бонд. Умри, но не сейчас) — Дэвид Арнольд                                       | Enter Sandman, Nothing Else Matters, Creeping Death, The Unforgiven — Apocalyptica & O Verona (из к/ф. Ромео и Джульетта) — Нелли Хупер, Крэйг Армстронг, Мариус де Врис | Medley — Элвис Пресли                                                                           |
| 2006/2007 | Die Another Day (из к/ф. Джеймс Бонд. Умри, но не сейчас) — Дэвид Арнольд                                       | Enter Sandman, Nothing Else Matters, Creeping Death, The Unforgiven — Apocalyptica & O Verona (из к/ф. Ромео и Джульетта) — Нелли Хупер, Крэйг Армстронг, Мариус де Врис | Love Is All — Роджер Гловер                                                                     |
| 2006/2007 | Die Another Day (из к/ф. Джеймс Бонд. Умри, но не сейчас) — Дэвид Арнольд                                       | Enter Sandman, Nothing Else Matters, Creeping Death, The Unforgiven — Apocalyptica & O Verona (из к/ф. Ромео и Джульетта) — Нелли Хупер, Крэйг Армстронг, Мариус де Врис | Aerodynamic — Daft Punk                                                                         |
| 2005/2006 | Die Another Day (из к/ф. Джеймс Бонд. Умри, но не сейчас) — Дэвид Арнольд                                       | Lord of the Dance - музыка Ронана Хардимана | Medley — Daft Punk                                                                              |
| 2005/2006 | Die Another Day (из к/ф. Джеймс Бонд. Умри, но не сейчас) — Дэвид Арнольд                                       | Lord of the Dance - музыка Ронана Хардимана | Aerodynamic — Daft Punk                                                                         |
| 2005/2006 | Die Another Day (из к/ф. Джеймс Бонд. Умри, но не сейчас) — Дэвид Арнольд                                       | Clubbed to Death (из к/ф. Матрица) — музыка Роба Дугана | Tant qu’on rêve encore — из фр. мюзикла Король-Солнце                                           |
| 2005/2006 | Die Another Day (из к/ф. Джеймс Бонд. Умри, но не сейчас) — Дэвид Арнольд                                       | Clubbed to Death (из к/ф. Матрица) — музыка Роба Дугана | Mon ami, mon maître — Серж Лама                                                                 |
| 2004/2005 | Selection — Blue Man Group                                                                                      | 1492: Conquest of Paradise — Вангелис | Lord of the Dance — музыка Ронана Хардимана                                                     |
| 2004/2005 | Selection — Blue Man Group                                                                                      | 1492: Conquest of Paradise — Вангелис | Caruso — Андреа Бочелли                                                                         |
| 2003/2004 | Time — Pink Floyd                                                                                               | Clubbed to Death (из к/ф. Матрица) — музыка Роба Дугана | J’ai demandé à la lune — Indochine                                                              |
| 2003/2004 | Time — Pink Floyd                                                                                               | Clubbed to Death (из к/ф. Матрица) — музыка Роба Дугана | Love’s Divine — Seal                                                                            |
| 2003/2004 | Time — Pink Floyd                                                                                               | Clubbed to Death (из к/ф. Матрица) — музыка Роба Дугана | Lettre à France — Мишель Польнарефф                                                             |
| 2003/2004 | Time — Pink Floyd                                                                                               | Clubbed to Death (из к/ф. Матрица) — музыка Роба Дугана | Ces soirées-là — Yannick                                                                        |
| 2003/2004 | Time — Pink Floyd                                                                                               | Clubbed to Death (из к/ф. Матрица) — музыка Роба Дугана | On se retrouvera — Francis Lalanne                                                              |
| 2002/2003 | Time — Pink Floyd                                                                                               | The Untouchables (из к/ф. Неприкасаемые) — музыка Нельсона Риддла и Эннио Морриконе                                                                                      | Le Lacs du Conemara — Мишель Сарду                                                              |
| 2002/2003 | Time — Pink Floyd                                                                                               | The Untouchables (из к/ф. Неприкасаемые) — музыка Нельсона Риддла и Эннио Морриконе                                                                                      | S.O.S. d’un Terrien En Detresse (из фр. мюзикла Стармания) — Даниэль Балавуан                   |
| 2002/2003 | Time — Pink Floyd                                                                                               | The Untouchables (из к/ф. Неприкасаемые) — музыка Нельсона Риддла и Эннио Морриконе                                                                                      | Quelques Cris — Джонни Холлидей                                                                 |
| 2002/2003 | Time — Pink Floyd                                                                                               | The Untouchables (из к/ф. Неприкасаемые) — музыка Нельсона Риддла и Эннио Морриконе                                                                                      | Ma Gueule — Джонни Холлидей                                                                     |
| 2002/2003 | Time — Pink Floyd                                                                                               | The Untouchables (из к/ф. Неприкасаемые) — музыка Нельсона Риддла и Эннио Морриконе                                                                                      | Nos Différences — Ève Angeli                                                                    |
| 2001/2002 | Mexican Hat Dance                                                                                               | The Mission — Эннио Морриконе, Лондонский филармонический оркестр и Robot Fight (из к/ф. Дюна) — Toto                                                                    | L’aigle noir — Флоран Паньи                                                                     |
| 2001/2002 | Mexican Hat Dance                                                                                               | The Mission — Эннио Морриконе, Лондонский филармонический оркестр и Robot Fight (из к/ф. Дюна) — Toto                                                                    | Времена года — Антонио Вивальди                                                                 |
| 2000/2001 | | Экскалибур — музыка Тревора Джонса |                                                                                                 |

## Спортивные достижения
| Международные соревнования | Международные соревнования | Международные соревнования | Международные соревнования | Международные соревнования | Международные соревнования | Международные соревнования | Международные соревнования | Международные соревнования | Международные соревнования | Международные соревнования | Международные соревнования | Международные соревнования | Международные соревнования | Международные соревнования | Международные соревнования | Международные соревнования |
| Соревнование | 1999- 2000                 | 2000- 2001                 | 2001- 2002                 | 2002- 2003                 | 2003- 2004                 | 2004- 2005                 | 2005- 2006                 | 2006- 2007                 | 2007- 2008                 | 2008- 2009                 | 2009- 2010                 | 2010- 2011                 | 2011- 2012                 | 2012- 2013                 | 2013- 2014                 | 2015- 2016                 |
| --- | -------------------------- | -------------------------- | -------------------------- | -------------------------- | -------------------------- | -------------------------- | -------------------------- | -------------------------- | -------------------------- | -------------------------- | -------------------------- | -------------------------- | -------------------------- | -------------------------- | -------------------------- | -------------------------- |
| Зимние Олимпийские игры |                            |                            | 14                         |                            |                            |                            | 6                          |                            |                            |                            | 16                         |                            |                            |                            | 13                         |                            |
| Чемпионат мира |                            |                            | 13                         | 6                          | 2                          | 6                          | 2                          | 1                          | 2                          | 3                          | 3                          | 8                          | 4                          | 9                          |                            |                            |
| Чемпионат Европы |                            |                            | 3                          | 2                          | 1                          | 2                          | 3                          | 1                          | 3                          | 1                          | 3                          | 2                          | 8                          | 4                          | 8                          |                            |
| Финал Гран-при |                            |                            |                            | 3                          |                            | 5                          | F                          | 1                          |                            | WD                         | F                          |                            |                            |                            |                            |                            |
| Этап Гран-при: Trophée Eric Bompard |                            |                            |                            | 5                          | 4                          | 2                          | 2                          | 1                          | F                          | 4                          | 4                          | WD                         | F                          | 4                          |                            |                            |
| Этап Гран-при: Cup of China |                            |                            |                            |                            | 2                          |                            |                            |                            |                            |                            |                            | 4                          | F                          | WD                         |                            |                            |
| Этап Гран-при: Cup of Russia |                            |                            |                            |                            |                            |                            |                            | 1                          |                            | 1                          |                            |                            |                            |                            | F                          |                            |
| Этап Гран-при: NHK Trophy |                            |                            |                            |                            | 4                          |                            |                            |                            |                            |                            | 1                          |                            |                            |                            |                            |                            |
| Этап Гран-при: Skate Canada |                            |                            |                            |                            |                            |                            |                            |                            | 1                          |                            |                            |                            |                            |                            |                            |                            |
| Этап Гран-при: Skate America |                            |                            | 9                          | 1                          |                            | 1                          | 3                          |                            |                            |                            |                            |                            |                            |                            | F                          |                            |
| Турнир «Challenge Cup» |                            |                            |                            |                            |                            |                            |                            |                            |                            |                            |                            |                            | 1                          | 1                          |                            |                            |
| Турнир NRW Trophy |                            |                            |                            |                            |                            |                            |                            |                            |                            |                            |                            |                            |                            |                            | 2                          |                            |
| Международные соревнования среди юниоров |                            |                            |                            |                            |                            |                            |                            |                            |                            |                            |                            |                            |                            |                            |                            |                            |
| Чемпионат мира среди юниоров | 15                         |                            |                            |                            |                            |                            |                            |                            |                            |                            |                            |                            |                            |                            |                            |                            |
| Этап юниорского Гран-при, Франция |                            | 4                          |                            |                            |                            |                            |                            |                            |                            |                            |                            |                            |                            |                            |                            |                            |
| Этап юниорского Гран-при, Польша |                            | 4                          |                            |                            |                            |                            |                            |                            |                            |                            |                            |                            |                            |                            |                            |                            |
| Национальные соревнования |                            |                            |                            |                            |                            |                            |                            |                            |                            |                            |                            |                            |                            |                            |                            |                            |
| Соревнование | 1999- 2000                 | 2000- 2001                 | 2001- 2002                 | 2002- 2003                 | 2003- 2004                 | 2004- 2005                 | 2005- 2006                 | 2006- 2007                 | 2007- 2008                 | 2008- 2009                 | 2009- 2010                 | 2010- 2011                 | 2011- 2012                 | 2012- 2013                 | 2013- 2014                 | 2015- 2016                 |
| Чемпионат Франции среди юниоров | 2                          | 4                          |                            |                            |                            |                            |                            |                            |                            |                            |                            |                            |                            |                            |                            |                            |
| Турнир Masters |                            |                            |                            | 3                          | 1                          | 3                          | 1                          | 1                          | 1                          | 2                          | 2                          | 1                          | 2                          | 2                          | F~                         |                            |
| Чемпионат Франции | 10                         | 14                         | 3                          | 1                          | 1                          | 1                          | 1                          | 1                          | 1                          | F                          | F                          | 1                          | 1                          | F                          | 2                          |                            |
| Командные соревнования |                            |                            |                            |                            |                            |                            |                            |                            |                            |                            |                            |                            |                            |                            |                            |                            |
| Соревнование | 1999- 2000                 | 2000- 2001                 | 2001- 2002                 | 2002- 2003                 | 2003- 2004                 | 2004- 2005                 | 2005- 2006                 | 2006- 2007                 | 2007- 2008                 | 2008- 2009                 | 2009- 2010                 | 2010- 2011                 | 2011- 2012                 | 2012- 2013                 | 2013- 2014                 | 2015- 2016                 |
| Командный чемпионат мира |                            |                            |                            |                            |                            |                            |                            |                            |                            | 2/4*                       |                            |                            | 3/4*                       | 7/6*                       |                            |                            |
| Japan Open |                            |                            |                            |                            |                            |                            |                            | 3/2*                       |                            |                            |                            |                            |                            |                            |                            | 6/3*                       |
| WD — снялся с соревнования после короткой программы из-за травмы или болезни F — не приезжал, не выступал на соревновании из-за травмы или болезни F~ — не приезжал, не выступал на соревновании из-за недостаточной подготовленности * — место в личном зачете/место команды |                            |                            |                            |                            |                            |                            |                            |                            |                            |                            |                            |                            |                            |                            |                            |                            |

## Тренеры
| Годы                         | Тренер            | Страна  |
| ---------------------------- | ----------------- | ------- |
| до октября 2003              | Вероник Гийон     | Франция |
| октябрь 2003 — декабрь 2004  | Лоран Дюпуи       | Франция |
| январь 2005 — июнь 2005      | Вероник Гийон     | Франция |
| июнь 2005 — июль 2006        | Андрей Березинцев | Россия  |
| сентябрь 2006 — март 2009    | Жан-Кристоф Симон | Франция |
| апрель 2009 — май 2010       | Лоран Дюпуи       | Франция |
| сентябрь 2010 — июль 2012    | Вероник Гийон     | Франция |
| сентябрь 2012 — декабрь 2012 | Анник Дюмон       | Франция |
| январь 2013 — сентябрь 2013  | Катя Криер        | Франция |
| сентябрь 2013 — февраль 2014 | Вероник Гийон     | Франция |

## Участие в телепередачах и фильмах

### Мини-сериал
- 2012 : Brisons la glace (пилотный выпуск) : Mike

### Документальные передачи
- 2004—2006 : Eisfieber, Германия (в эпизодах)
- 2007 : Les Trophées Orange Sports TV, Orange Sports TV
- 2008 : Un Jour Avec… Brian Joubert, L'Équipe TV
- 2009 : Plein phare, Orange Sports TV
- 2009 : Pop Star on Ice, США (в эпизодах)
- 2009 : Breaking the Ice: Brian Joubert, Евроспорт
- 2010 : Be Good Johnny Weir, США (в эпизодах)
- 2010 : The Miracle Body 2, NHK, Япония
- 2010 : Короли льда. Закулисье (Kings of ice. Behind the scenes), НТВ-Плюс, Россия

### Телепередачи
- 2002—2014 : Tout le sport, Stade 2
- 2004, 2007, 2008, 2012 : Форт Боярд
- 2005 : Plus près des artistes, l’intégrale
- 2005 : Vivement dimanche
- 2006 : On ne peut pas plaire à tout le monde
- 2006 : La Méthode Cauet
- 2006 : On a tout essayé
- 2006 : Village depart
- 2007 : T’empêches tout le monde de dormir
- 2007, 2014 : Le Grand Journal и La Boîte à Questions
- 2008 : Tenue de soirée
- 2009 : Mot de passe
- 2011 : Tous ensemble
- 2012 : L’Agenda du sport (13h avec vous en Poitou-Charentes)
- 2012 : Midi en France
- 2013 : Génération Champions (Léman Bleu Télévision, Швейцария)
- 2013 : Cap Info (téléGrenoble Isère)
- 2014 : Midi en Guadeloupe, la suite (Guadeloupe 1re)
- 2014 : Danse avec les stars (Танцы со звёздами) : финалист телепроекта (итоговое третье место)
- 2015 : Toute une histoire